# Pot belge
Pot belge (dt. Belgische Mischung) ist ein Ausdruck, der auf das Doping im professionellen Radsport zurückzuführen ist. Es handelt sich um eine Mischung aus Amphetaminen, Betäubungsmitteln, Heroin und Kokain, teilweise auch mit Corticosteroiden. Die Leistungsbereitschaft und die Leidensfähigkeit der Sportler steigt durch diese explosive Mischung rapide an. Es ist nicht auszuschließen, dass einige ungeklärte Todesfälle im Radsport von diesen Cocktails verursacht wurden. Die Fahrer sind nach der Einnahme nicht mehr in der Lage, die Leistungsgrenzen ihrer Körper wahrzunehmen und können sich somit wortwörtlich zu Tode quälen.
Als Beispiel für diese Art von Doping ist eine Begebenheit rund um das ag2r Prévoyance-Team im Zuge der sogenannten „Cahors-Affäre“ im Jahre 2006 zu nennen. Angeklagt war damals der Sportliche Leiter des Teams ag2r Prévoyance, Laurent Biondi. Er, selbst Weltmeister im Punktefahren von 1990, wurde zu drei Monaten auf Bewährung verurteilt, bestritt aber bis zum Schluss verwickelt oder verantwortlich gewesen zu sein. Es ging um den Fund von 83 Drogencocktails („Pot belge“) in der französischen Stadt Lot, die angeblich für Radprofis bestimmt waren. Biondis Mitangeklagter Laurent Roux gestand und bekam 30 Monate Haft auferlegt, wovon 20 zur Bewährung ausgesetzt wurden.